# Usnija Redžepova
Usnija Redžepova (în sârbă Уснија Реџепова; id[ˈusnija rɛˈdʒɛpɔva]; n. 4 februarie 1946, Skopje, Republica Socialistă Macedonia, RSF Iugoslavia – d. 1 octombrie 2015, Belgrad, Serbia) a fost o cântăreață sârbă de origine romă și turcă. S-a născut la Skopje și și-a petrecut o mare parte din viață la Belgrad.
La începutul carierei, avea numele de scenă Usnija Jašarova (în sârbă Уснија Јашарова), pentru a nu fi confundată cu Esma Redžepova, o altă cântăreață romă din Macedonia. Cele două nu aveau nicio legătură de rudenie.
Usnija Redžepova și-a început cariera de cântăreață în anii 1960 și a lansat 15 single-uri și EP-uri și 9 albume. Repertoriul ei include preponderent cântece populare din Serbia de Sud și Macedonia, cântate în sârbă și romani, dar și în turcă.
Redžepova era populară în Iugoslavia și în statele de după destrămarea ei. În afară de melodiile sale, ea este cunoscută și pentru interpretarea rolului principal în Koštana, o piesă de teatru sârbă scrisă de Borisav Stanković. Ea a interpretat acest rol de 150 de ori pe scena Teatrului Național din Belgrad, pe parcursul a 25 de ani.

## Viață timpurie
Usnija Redžepova s-a născut la 4 februarie 1946 la Skopje, pe atunci în Republica Socialistă Macedonia, parte a Republicii Socialiste Federative Iugoslavia. Părinții ei făceau parte amândoi din minorități etnice: tatăl Jašar era rom, iar mama Sabrina era turcoaică. Jašar era la a doua căsătorie, prima sa soție fiind incapabilă să nască. Sabrina avea deja doi copii dintr-o căsnicie anterioară și a născut alți patru cu Jašar, inclusiv pe Usnija. Ambii părinți erau musulmani. La începutul carierei sale, Usnija Redžepova și-a accentuat rădăcinile turcești în defavoarea celor rome, dar nu a ascuns că este romă, spre deosebire de mulți artiști romi din acea perioadă care căutau să evite să devină victime ale rasismului.
Familia Redžepov era foarte săracă și trăia într-un cartier sărac, dar Usnija își amintește de copilăria sa ca fiind fericită. Mama ei era strictă și gândea la rece, iar tatăl era vesel și grijuliu. El era din comunitatea Džambaz, cunoscută pentru comercianții săi de cai, dar lucra ca instalator. În copilărie, Usnija era foarte timidă, o trăsătură de caracter pe care a avut-o toată viața. Ea a descoperit că îi place să se afle pe scenă în timpul jocurilor folclorice. În jurul anului 1963, ea a participat la un concurs de karaoke organizat de Radio Skopje. Ea a cântat și a dansat Ajde da igramo tvist („Să dansăm twist”), un cântec pop de Radmila Karaklajić. Interpretarea ei a fost bine apreciată, iar oficialii de la postul de radio au încercat să îl convingă pe tatăl ei să o lase să devină cântăreață profesionistă. La acea vreme, muzica nu era considerată o meserie onorabilă în comunitatea romă, în special pentru femei. Tatăl își dorea ca fiica sa să termine studiile secundare și să devină o bună casnică. Chiar și după ce a devenit celebră, el critica uneori modul în care fiica sa se îmbracă și se poartă pe scenă.

## Cariera muzicală

### Debut
Usnija Redžepova a început să cânte la scurt timp după terminarea studiilor din ciclul secundar. Deși a satisfăcut dorința tatălui ei de a studia limba arabă la Facultatea de Filologie de la Universitatea din Belgrad, s-a văzut nevoită să cânte în cafenele pentru a se putea întreține. Cei mai mulți dintre prietenii ei din Belgrad fiind din Macedonia, Redžepova a făcut cunoștință cu Nasko Džorlev, un muzician macedonean care avea propriul său ansamblu. Ea s-a alăturat acestui ansamblu și l-a însoțit în turnee prin Iugoslavia timp de 5 ani.
În 1966, a lansat primele sale discuri: două EP-uri produse de Jugoton, una din cele mai mari case de discuri din Iugoslavia. Întrucât casa de discuri colabora deja cu Esma Redžepova, o cântăreață din Macedonia tiză a Usnijei, compania a decis să-i ofere tinerei muziciene numele de scenă „Usnija Jašarova”, numele provenind de la prenumele tatălui, Jašar. Primul EP a fost înregistrat în duet cu o altă cântăreață de muzică folclorică, Ivanka Jovanovska, în timp ce al doilea conținea doar melodii interpretate de Usnija. Cântecul principal, Džulo, Džulo, a devenit în scurt timp un hit în Iugoslavia. Cele două discuri au fost înregistrate în sârbă. În 1968 cântăreața a lansat un al treilea EP, care conținea doar cântece în limba romani. În anul următor, Usnija a fost trimisă împreună cu Vaska Ilieva și Anđelka Govedarović, alți doi cântăreți de muzică populară, în Australia, pentru a da concerte în fața diasporei iugoslave. Ea a mai cântat și pentru armata croată în 1971.

### Koštana
În 1973, Žarko Jovanović, un proeminent artist sârb și rom, i-a propus să joace în noua sa adaptare a Koštana, o piesă de teatru celebră în Serbia, care relatează povestea unei tinere țigance. Către acea vreme Redžepova se retrăsese de la viața scenică, iar Jovanović a luat legătura cu ea prin intermediul cântărețului macedonian rom Muharem Serbezovski.
Deși Redžepova nu se simțea pregătită să activeze într-un cadru academic, ea a acceptat totuși invitația și s-a alăturat Teatrului Național din Belgrad pentru a juca în Koštana. A jucat acolo 26 de ani, până la începutul bombardamentului NATO din Iugoslavia în 1999. Piesa a avut un mare succes, Usnija Redžepova amintindu-și de această experiență ca fiind „o euforie”. Deși a fost nevoită să renunțe la studii, a avut ocazia să viziteze câteva țări arabe, inclusiv Sudan, unde a jucat pe scenă în fața muncitorilor iugoslavi. Se spune că președintele Iosip Broz Tito era un admirator al ei, iar ea a jucat pentru el și Fidel Castro când acesta din urmă a vizitat Brijuni. Organizația culturală responsabilă de turneele sale în străinătate, „Beogradska estrada”, i-a permis să joace și în Occident. De-a lungul anilor '70, a lansat numeroase single-uri și EP-uri, inclusiv unele în limba turcă. Primul ei album a fost lansat în 1977.

### Ultimii ani
Destrămarea Iugoslaviei a afectat-o profund pe Usnija Redžepova, care s-a gândit să pună capăt carierei sale odată cu dispariția patriei. Cu toate acestea, ea a continuat să lanseze albume până în 2007, însă a ajuns într-o situație financiară dificilă după moartea soțului său în 2005. Ea primea o pensie națională de la guvernul sârb începând cu 29 decembrie 2011.
Redžepova a murit la 1 octombrie 2015 la Belgrad, după ce a suferit timp de trei ani de cancer pulmonar. Funeraliile au avut loc la Moscheea Bajrakli din centrul Belgradului la 4 octombrie și a fost înmormântată la Skopje, la cimitirul Butel.

## Viață personală
Usnija Redžepova a făcut cunoștință cu soțul său Svetomir Šešić, zis Sele, în 1978, în timpul unui turneu în Germania. Cuplul nu a avut copii. Sele era acordeonist și unul dintre administratorii casei de discuri PGP-RTB din Serbia, la care lansa și Usnija. El a murit în 2005 din cauza cancerului pancreatic.
Usnija Redžepova nu este rudă cu Esma Redžepova, o altă cântăreață macedoneană romă, dar cele două erau bune prietene și au lansat împreună un album în 1994, Songs of a Gypsy Macedonia, care include cele mai bune șlagăre ale interpretelor.

## Discografie

### Albume
- Usnija, PGP-RTB, 1977
- Usnija, PGP-RTB, 1982
- Dajte mi dajre, PGP-RTB, 1984
- Šta hočeš, Jugoton, 1987
- Usnija, PGP-RTB, 1988
- Usnija i Orkestar Dragana Stojkovića Bosanca, PGP-RTB, 1992
- Usnija, PGP-RTS, 1994
- Ja sa juga, ti sa severa, PGP-RTS, 1998
- Oko Niša kiša, Grand Production, 2007

### EP-uri
- Usnija Jašarova i Jovanka Ivanovska, Jugoton, 1966
- Džulo, Džulo, Jugoton, 1966
- Ciganske pjesme pjeva Usnija, Jugoton, 1968

### Single-uri
- Ne pitaj za moje ime, PGP-RTB, 1971
- Da ima ljubov, da ima sreka, PGP-RTB, 1972
- Hej cigani, PGP-RTB, 1974
- Šta je život kad ljubavi nema, Suzy, 1975
- Što me ostavi, Suzy, 1976
- Kavusan sevgililer, PGP-RTB, 1976
- Ne gledaj me, Suzy, 1976
- Šta da radim sa tobom, PGP-RTB, 1978
- Mani, Mani, PGP-RTB, 1978
- Hočeš ljubav kćeri roma, PGP-RTB, 1979
- Čaj ljelja rome, PGP-RTB, 1981
- Kazuj, krčmo džerimo, PGP-RTB, 1983

### Compilații
- Zbog tebe, Jugoton, 1982
- Songs of a Macedonian Gypsy, Monitor Records, 1994
- Romske pesme, PGP-RTS, 2002
- O pesmo moja, Tioli, 2003
- The Best Of, PGP-RTS, 2003
- 30 godina sa trubom, PGP-RTS, 2007

### Filmografie
- Derviš și moartea (regie Zdravko Velimirović, 1974), în rolul unei cântărețe